# Nghêu Nhật
Nghêu Nhật (Danh pháp khoa học: Ruditapes philippinarum) hay còn gọi là nghêu Manila, là một loài động vật hai mảnh vỏ trong họ Nghêu (Veneridae). Chúng là một trong những đối tượng được thu hoạch, khai thác với sản lượng lớn trên thế giới. 
Loài nghêu này phân bố khá rộng, chúng là loài bản địa của bờ biển Ấn Độ, Philippines và Thái Bình Dương từ Pakistan và Ấn Độ cho tới Trung Quốc, Nhật Bản và quần đảo Kuril, chúng cũng được du nhập đi nhiều nơi như là một đối tượng thủy sản quan trọng. Loài này chiếm 25% số nhuyễn thể được sản xuất thương mại trên thế giới, chúng được coi là một sản phẩm nuôi trồng thủy sản bền vững. Nó được bán trực tiếp hoặc đông lạnh.

## Tham khảo

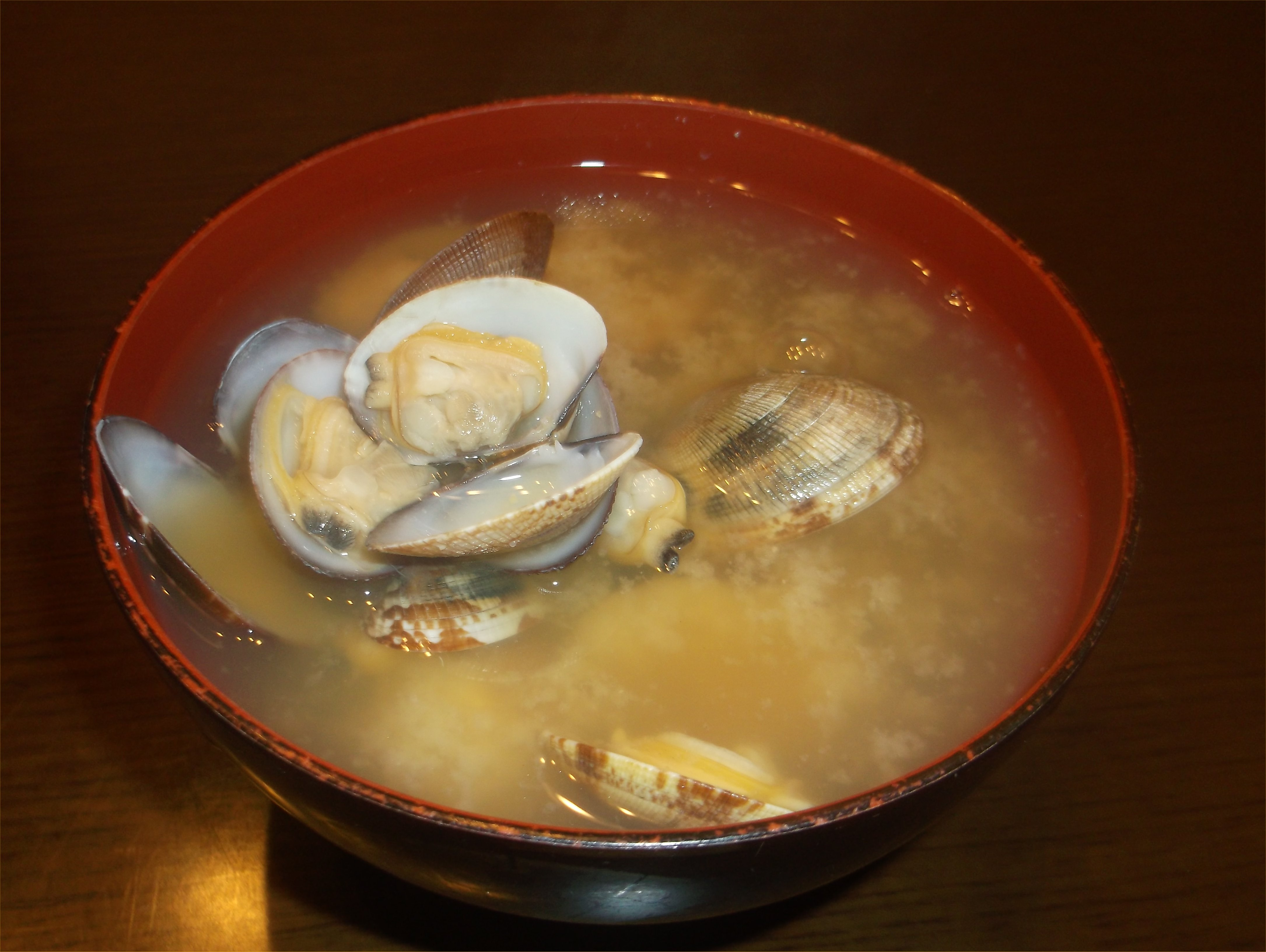
Món súp Miso có sử dụng nghêu Nhật.

## Hình ảnh

Right valve
Left valve
Yellow form, right valve